# Bami Mu Daeng

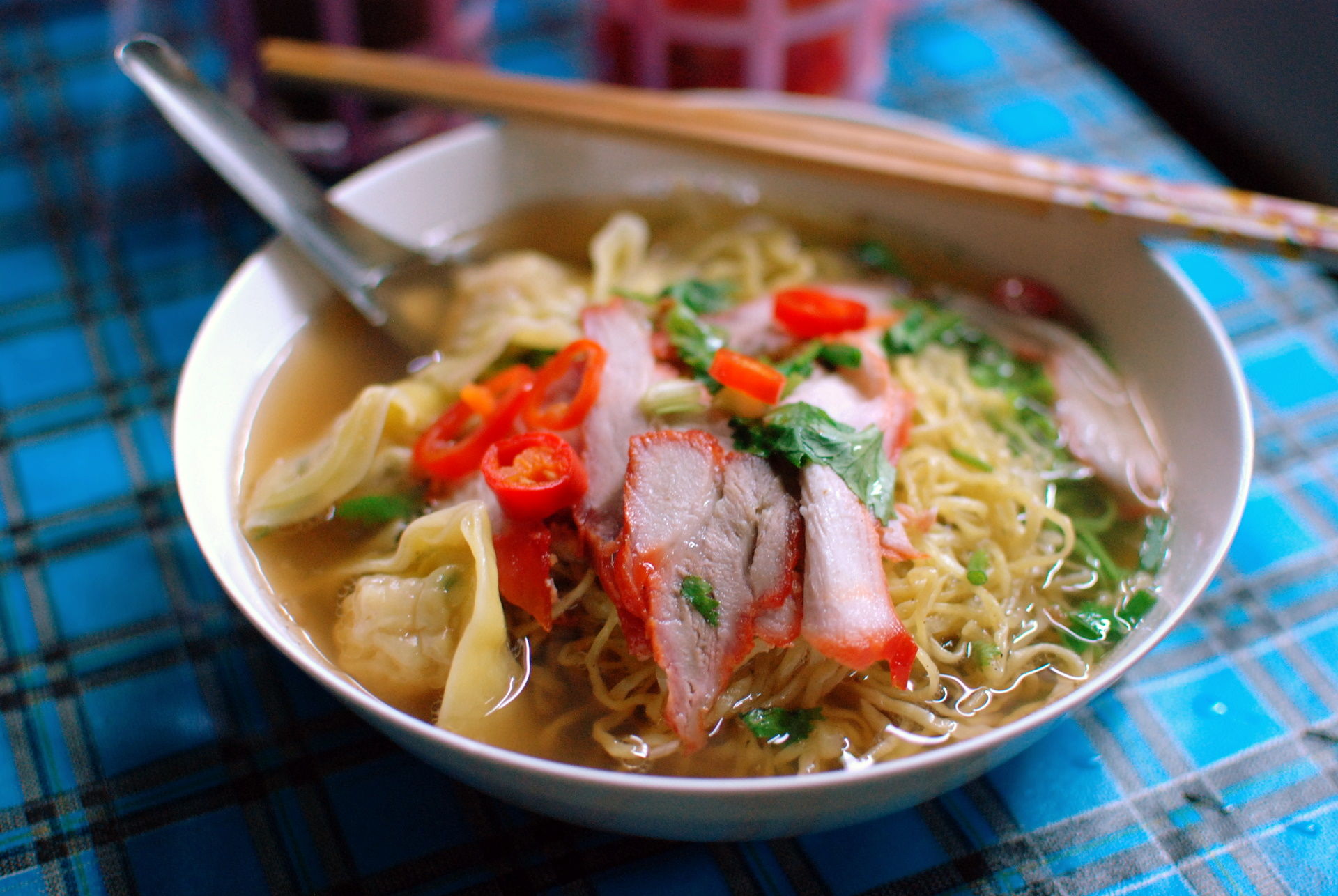
Bami mit rotem Schweinefleisch

Bami Mu Daeng (thailändisch บะหมี่หมูแดง, Eiernudeln mit rotem Schweinefleisch) ist ein Gericht der thailändischen Küche, das typischerweise an Straßenständen in Thailand angeboten wird.
Das Gericht besteht aus gelben Eiernudeln, rotem Schweinefleisch und Pak Choi und wird wahlweise als Suppe oder als Bami Mu Daeng Haeng (thailändisch แห้ง, trocken) mit oder ohne Brühe als Beilage gereicht. Zusätzlich zu den Grundzutaten werden noch Koriander, Frühlingszwiebeln, frittierter Knoblauch und frittierte Schweinehaut hinzugefügt. Als Extras werden häufig Wan Tans und gelegentlich auch Krebsfleisch angeboten. Die Feinabstimmung des Gerichts übernimmt der Kunde selbst. Auf den Tischen der Straßenstände stehen in der Regel Erdnusssplitter, Essig mit Chili, Chiliflocken, Fischsoße und Zucker bereit.